# Георги Божинов (Колешино)
Георги Божинов Трайков е български революционер, деец на Вътрешната македоно-одринска революционна организация.

## Биография
Роден е в или около 1879 година в струмишкото село Колешино, тогава в Османската империя, днес в Северна Македония. В 1905 година се присъединява към ВМОРО и действа като куриер и милиционер до 1912 година. Продължава с революционната дейност и след като Струмишко попада в Кралството на сърби, хървати и словенци в 1919 година и отново действа като куриер и милиционер на възстановената ВМРО. Предаден, Божинов е арестуван, малтретиран в Струмишкия затвор и осъден в Скопие на 2 години строг тъмничен затвор.
На 6 март 1943 година, като жител на Колешино, подава молба за българска народна пенсия, която е одобрена и пенсията е отпусната от Министерския съвет на Царство България.